# بين (شخصية مصورة)
باين أو الهلاك (بالإنجليزية: Bane)‏ هو شخصية خيالية شريرة ظهرت في الكتب المصورة التي نشرتها دي سي كومكس. كان منشأ الشخصية في باتمان: انتقام بين العدد 1 (يناير 1993)، وتم إنشاؤها بواسطة تشاك ديكسون، دوغ مونش، وغراهام نولان. يعد باين من أقوى أعداء باتمان جسدياً وفكرياً. كثيراً ما ينسب إليه أنه الشرير الوحيد الذي «كسر الوطواط». احتل المركز 34 في قائمة آي جي إن لأفضل 100 شرير في الكتب المصورة في كل العصور.
قدم دور باين الممثل روبرت سوينسون في فيلم باتمان وروبن في عام 1997، وتوم هاردي بدور الخصم الرئيسي في فيلم نهوض فارس الظلام في عام 2012.